# Concilio de Fráncfort
El Concilio de Fráncfort tuvo lugar el 1 de junio de 794 y fue convocado y presidido por Carlomagno. En este concilio la iglesia condenó la herejía adopcionista y revocó los decretos sobre los iconos sagrados que se habían establecido en el año 787 en el Concilio de Nicea.
En este documento aparece la primera mención documentada del señorío de Franconovurt ('Ciudad de los francos') como lugar con un importante sínodo de la nobleza franca bajo la dirección del emperador Carlomagno.
Aporta luces sobre la relación existente entre el Reino de Asturias y el Imperio carolingio. Destaca la relación entre el Beato de Liébana y Alcuino de York, respectivamente. Es reseñable el apoyo tanto del emperador Carlomagno, de Alcuino de York y del Papa al Beato de Liébana en el conflicto adopcionista.

## Antecedentes
El Concilio de Nicea de 787 había prohibido el culto iconoclasta. Fue un concilio marcadamente político organizado gracias a la presión de la emperatriz bizantina  Irene, regente durante la minoría de edad de su hijo Constantino VI, para resolver la controversia iconoclasta, sin que ningún representante de la Iglesia Franca hubiera sido invitado.
La Corte Franca no reconoció a los teólogos ecuménicos de Nicea, tachando de ambigua la decisión tomada allí y en respuesta escribió (probablemente a cargo de Teodulfo de Orleans) una serie de tratados (Libri Carolini). Estos, publicados en 791, fueron una referencia para apoyar la veneración de las imágenes.

## Asuntos tratados

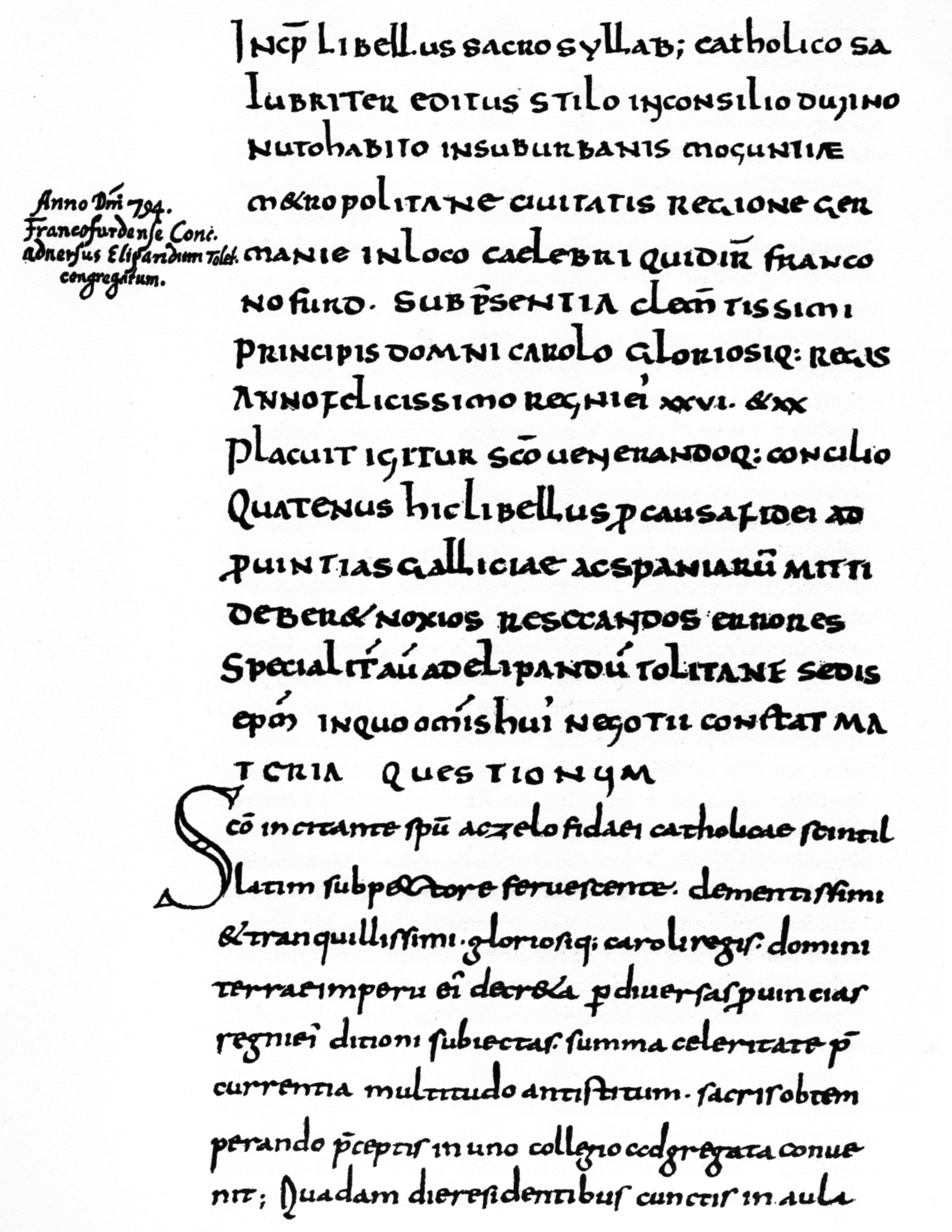
Prueba documental de Fráncfort como Franconofurd en el año 794.

Los temas y elementos de la agenda del Concilio de Fráncfort fueron ordenados en 56 cánones o capítulos. Los puntos o temas de debate tenían distinto peso según sus características, ya sea teológica, política o legal.
Los primeros cinco puntos de este «programa» se consideran de mucha importancia histórica:
- Discusión sobre el adopcionismo, una herejía de origen en Hispania en contraposición con la iglesia del Reino de Asturias, propagada por Félix, obispo de Urgel (783-792) y (798-799) y Elipando, obispo de Toledo, según la cual Jesucristo es el hijo adoptivo de Dios, así como la posibilidad de rezar en la lengua vernácula. El concilio condenó la doctrina y a los obispos Félix y Elipando por unanimidad como herejes.

- Revisión y rechazo del acuerdo del Concilio de Nicea II, referente a la iconoclasia. La defensa teológica defendida en los Libri Carolini fue formalizada, aceptada y adoptada en el Consejo, es decir, se desecharon tanto la condena de la dulía ('veneración' de los iconos) como la iconoclasia ('destrucción de los iconos'), permitiéndose considerar las imágenes como dispositivos educativos útiles, pero negando que fueran dignos de veneración. El papa Adriano I, que defendió los decretos de Nicea II, se negó a asistir y en su lugar envió dos legados para no incurrir en ambigüedad.

- Caída final del duque Tasilón III, el último representante de la casa agilolfinga, en el ducado de Baviera. En el año 787, Tasilón III, que se había unido a los lombardos fue derrotado por los carolingios. Al año siguiente, 788, renunció al ducado en favor de Carlomagno, que se proclamó emperador de Baviera. Fue desterrado a un monasterio hasta ese año cuando tuvo que comparecer ante el consejo para hacer las paces con el monarca y pedir su misericordia. Renunció formalmente a todos sus derechos al trono ducal y a sus propiedades particulares. Después fue enviado de nuevo al retiro monástico, donde moriría en el año 796. Su humillación en el Concilio de 794 marcó el sello carolingio en el ducado de Baviera.

- Fijación de precios del grano y el pan en el reino franco. Esta medida tenía por objeto restringir el consumo, evitar sobreprecios y también poner énfasis en la responsabilidad de todos los señores feudales, que deben preocuparse de que sus vasallos no mueran de hambre.

- Ordenanza sobre la reforma monetaria. Carlomagno había comenzado con un sistema monetario basado en el oro y acabó por establecer un nuevo patrón. Este asunto fue llevado al Consejo a fin de que la reforma monetaria fuera de obligado cumplimiento. El objetivo después del Consejo de Fráncfort era que en todo el reino circularan los nuevos denarios de plata con el monograma grabado de Carlomagno. Este sistema monetario estándar o temprano se adoptó en gran parte del continente europeo.

- El Concilio también condenó la persecución de supuestas brujas y magos, llamado creencia supersticiosa en la brujería, y ordenó la pena de muerte para aquellos que pretenden quemar brujas. El consejo también reguló los pesos y medidas, y ofreció directrices sobre la disciplina eclesiástica y la observancia laico-religiosa.

- El canon XXV estipula la creación del diezmo eclesiástico con la fórmula «Omnis homo ex sua proprietate legitimam decimam ad ecclesiam conferat».

Los cincuenta y un capítulos que siguen a los cinco primeros tratan también, entre otras cosas, de los decretos sinodales para varios obispos españoles sobre diversos temas, desde la prohibición de recaudar dinero para la entrada a los monasterios y otras decisiones relativas al derecho eclesiástico, hasta minutiæ sobre regulaciones fiscales sobre la recaudación del diezmo.

## Incidencia en Hispania
El adopcionismo nace como una controversia en el interior de la Iglesia de Hispania y del Reino de Asturias. Distinguía, pues, entre hijo verdadero y propio, e hijo adoptivo en el Verbo encarnado. Consideraba esta distinción como ortodoxa e intentaba fundarla en ciertos textos de la liturgia mozárabe.
Sin embargo, esta posición fue contestada por la Iglesia del Reino Asturiano, la cual pretendía una independencia respecto a la Iglesia de Hispania (Toledo). Así, el monje Beato de Liébana acusa a la fórmula de Elipando de romper la unidad personal del único Hijo de Dios y, de ahí, también de nuestra unión con Cristo.
Elipando encontró apoyo en Félix de Urgel, geográficamente muy cercano a la frontera franca. Preocupado por reforzar la unidad y la concordia de la Iglesia española, la cercanía de los musulmanes le hace sensible a la cuestión del significado de Cristo en la historia de la salvación. La obra de Félix, En defensa de Elipando (789), nos ha llegado en las refutaciones de Alcuino de las doctrinas de Félix de Urgel.
Adriano I es informado inmediatamente de esta cuestión por los adversarios de Elipando en Asturias. Su respuesta condena la doctrina de Elipando como nestoriana.
La reacción de Carlomagno fue rápida y radical: Félix debía retractarse en un sínodo en Ratisbona en 792. Lo mismo tendría que hacer en Roma sobre la tumba de Pedro, haciendo confesión de fe. Pero, retornado a su diócesis, Félix desmintió su retractación. La suerte de Félix alarma a Elipando y al episcopado español, los cuales rechazan la herejía del Beato de Liébana y los sufrimientos de Félix.
Los obispos francos respondieron sin excitación con el sínodo de Fráncfort en 794: la condena del adopcionismo era el punto más importante.
Muy preocupante para los francos era que el adopcionismo cobraba cierta importancia en los confines fronterizos de la Septimania, donde se celebraba la liturgia mozárabe, la cual era sospechosa para los francos. Los obispos de Lyon y Narbona hacen un viaje en 798 a esa zona fronteriza, predicando contra la herejía adopcionista. Pero esto no era suficiente para Carlomagno. En 799 un sínodo en Aquisgrán vuelve a ocuparse del problema. Para sorpresa de todos se presentó Félix. La disputa entre él y los teólogos francos concluye con una declaración de Félix por la que se plegaba a la mejor argumentación franca. Como prueba de la veracidad de su actitud, hace una confesión de fe por la que se separa de su antigua concepción teológica y profesa la doctrina de la Iglesia universal. Con todo, Carlomagno lo apresó y le envió a Lyon, donde moriría en 818.
El adopcionismo desaparece de Hispania en el siglo IX.